# Galaxy (tidning)
Galaxy var en svensk science fiction-tidskrift som utkom med 19 nummer från september 1958 till juni 1960. Till en början utkom tidskriften en gång i månaden men detta ändrades senare till varannan månad. Förlaga till tidskriften var den amerikanska tidskriften Galaxy Science fiction.
Bland dem som bidrog med originalnoveller till Galaxy återfanns exempelvis författare som Ralf Parland och Vic Suneson.
Som många andra science fiction-tidskrifter innehöll svenska Galaxy dessutom populärvetenskapliga texter om rymdforskning och rymdfart, signerade av tyskamerikanen Willy Ley.
Omslag till tidskriften skapades av Olle Eksell. Eksells omslag låg nära den amerikanska förlagans i en lekfull modernistisk stil med små tidsenliga vinkningar till nymodigheter som atomkraft och satelliter.